# Бажи, Виктор Леандро
Ви́ктор Леа́ндро Ба́жи (порт. Victor Leandro Bagy; 21 января 1983, Санту-Анастасиу, Сан-Паулу) — бразильский футболист, вратарь.

## Биография
Виктор является воспитанником школ «Сан-Паулу» и «Паулисты», в основном составе которой дебютировал в 2001 году. В 2005 году вместе со свой командой завоевал Кубок Бразилии — эта победа была примечательна тем, что сама «Паулиста» на тот момент выступала в Серии B и в этом статусе представила Бразилию в Кубке Либертадорес 2006 года. Успехи вратаря не остались незамеченными у грандов бразильского футбола и, наконец, в конце 2007 года Виктор перешёл в «Гремио».
В составе «трёхцветных» Виктор выиграл лишь один серьёзный трофей, став чемпионом штата Риу-Гранди-ду-Сул в 2010 году, но сама игра вратаря получила признание как у болельщиков и специалистов, так и тренеров сборной Бразилии. В 2009 году Виктор вошёл в символическую сборную чемпионата Бразилии, получив Серебряный мяч по версии издания Placar. В 2008 и 2009 годах он признавался лучшим вратарём Бразилии по версии Globo и КБФ.
21 мая 2009 года он был впервые вызван в сборную для участия в отборочных матчах к Чемпионату мира. В июне он был вызван в национальную сборную для участия в Кубке конфедераций. Дебютировал за сборную 10 августа 2010 года в матче против сборной США.
С середины 2012 года Виктор стал выступать за очень усилившийся «Атлетико Минейро». В следующем году помог «петушкам» впервые в истории дойти до финала Кубка Либертадорес.

## Титулы
Командные
- Чемпион штата Сан-Паулу (1): 2002
- Чемпион штата Риу-Гранди-ду-Сул (1): 2010
- Чемпион штата Минас-Жерайс (5): 2013, 2015, 2017, 2020, 2021
- Чемпион Кубок Бразилии (2): 2005, 2014
- Обладатель Кубок Либертадорес (1): 2013
- Обладатель Кубка конфедераций (1): 2009
- Обладатель Рекопы Южной Америки (1): 2014

Личные
- Лучший вратарь Лиги Гаушу (2): 2008, 2009
- Лучший вратарь чемпионата Бразилии (Серебряный мяч) (1): 2009
- Лучший вратарь чемпионата Бразилии (Globo и КБФ) (2): 2008, 2009
- Лучший вратарь Кубка Либертадорес (1): 2013